# Kirowske (Kirowske)
Kirowske (ukrainisch Кіровське – ukrainisch offiziell seit dem 12. Mai 2016 Isljam-Terek/Іслям-Терек; russisch Кировское/Kirowskoje, krimtatarisch İslâm Terek) ist eine Siedlung städtischen Typs und das administrative Zentrum des gleichnamigen Rajons im Osten der Autonomen Republik Krim, Ukraine mit etwa 7000 Einwohnern.

## Geographie
Kirowske liegt im Osten der Krim, die Entfernung nach Simferopol, der westlich gelegenen Hauptstadt der Krim, beträgt 102 km.

## Geschichte
Die erste Erwähnung von Islam-Direk, später Isljam-Terek (ukrainisch Іслям-Терек), dem damaligen Namen des Dorfes, stammt aus dem Jahre 1783. In den 1840er-Jahren wurde auf dem Ortsgebiet eine Siedlung von deutschen Kolonisten gegründet, diese wurde Neudorf genannt.
Seit 1892 hat der Ort eine Eisenbahnstation an der Bahnstrecke Cherson–Kertsch, 1935 wurde sie zum Zentrum des Rajons und seit 1957 besitzt die Ortschaft den Status einer Siedlung städtischen Typs.
Nach der Besetzung durch deutsche Truppen im Jahre 1941 im Zuge des Zweiten Weltkriegs wurde der Ort 1944 wieder zurückerobert und der Name im Zuge von Russifizierungsbemühungen zu Ehren des sowjetischen Funktionärs Sergei Kirow in Kirowskoje umbenannt.
Auf dem Flugplatz südlich der Ortschaft (Lage) waren 1995 bis 2014 die Ukrainian Falcons, die Kunstflugstaffel der Ukrainischen Streitkräfte, stationiert.

## Bevölkerungsentwicklung
| Jahr      | 1959 | 1970 | 1979 | 1989 | 2001 | 2013 |
| --------- | ---- | ---- | ---- | ---- | ---- | ---- |
| Einwohner | 5497 | 5630 | 6708 | 7627 | 7465 | 7118 |

Quelle: 1959–1989; 2001–2013